# 2021 v dopravě
Tento článek obsahuje seznam událostí souvisejících s dopravou, které proběhly roku 2021.

## Leden
- 15. ledna

 Do Popradu dorazila první elektrická jednotka 495.95 vyrobená společností Stadler Rail. Jde o adhezně-ozubnicovou elektrickou jednotku, která je schopna provozu jak na ozubnicové trati Štrba – Štrbské Pleso, tak na adhezních tratích Tatranských elektrických železnic.
 Ve stanici Chřibská shořel rychlík společnosti ARRIVA vlaky (motorová jednotka 845). Nikdo z cestujících nebyl zraněn, jednotka byla požárem zcela zničena.

## Březen
- 7. března

 Do Pražské integrované dopravy byly zahrnuty autobusy v okolí Skalska mezi Mladou Boleslaví a Mšenem a na Královéměstecku.

## Duben
- 10. dubna

 Historická nádražní budova z roku 1872 ve stanici Praha-Vysočany byla po téměř 150 letech provozu uzavřena. 13. dubna začala její demolice v rámci přestavby úseku Mstětice – Praha-Vysočany.

## Květen
- 6. května

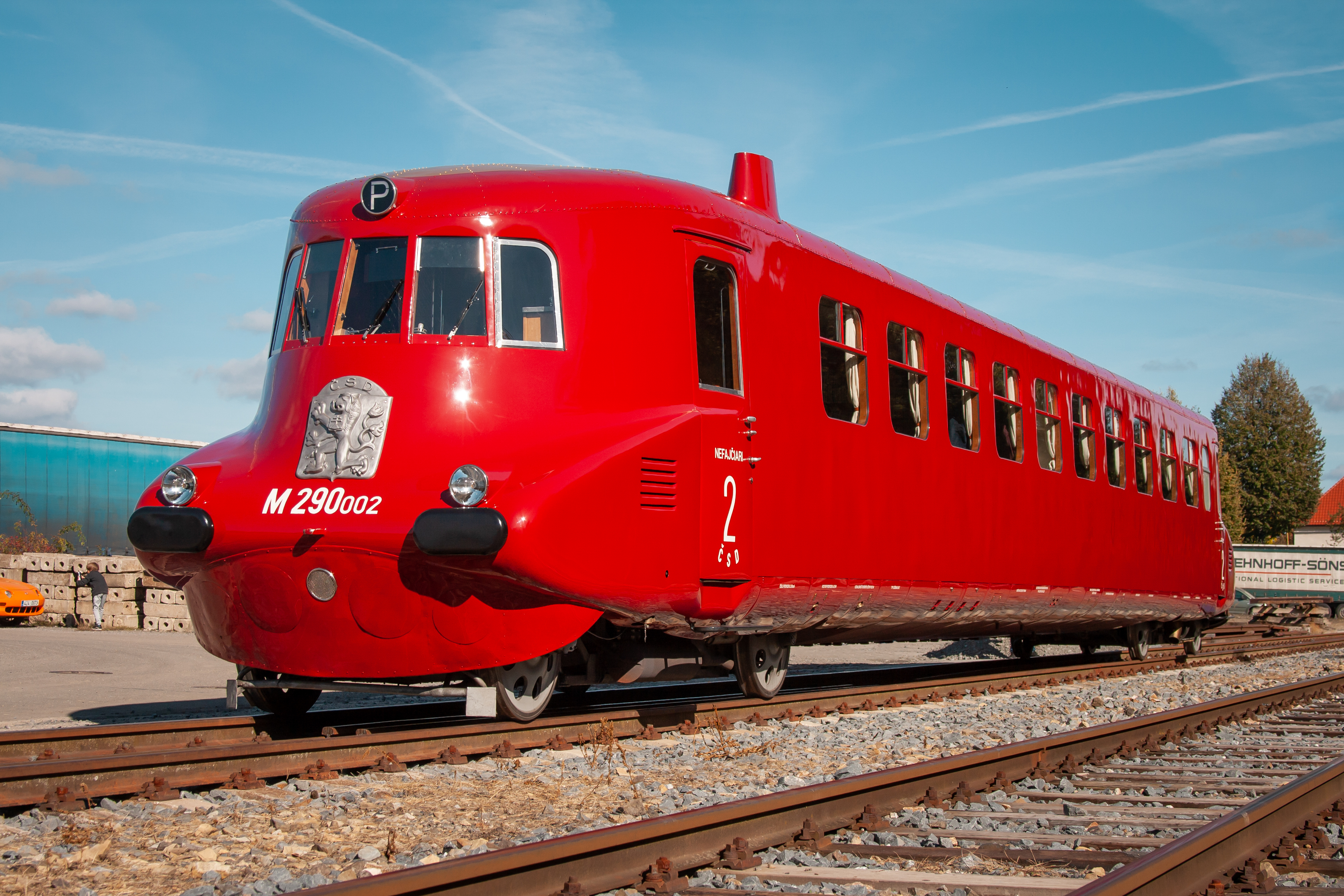
Motorový vůz M290.002 po rekonstrukci

 Úspěšným absolvováním technicko-bezpečnostní zkoušky byla ukončena oprava motorového vozu M 290.002 „Slovenská strela“, který byl vyřazen z provozu v roce 1960. Vozidlo se pak stalo pojízdným exponátem Technického muzea Tatra v Kopřivnici.
- 10. května

 Do přístavu Bratislava dorazil po Dunaji první člun s elektrickými vozy BDe 4/4 a řídicími vozy Bt pocházejícími ze švýcarské železnice Waldenburgerbahn. Celkem sedm těchto elektrických a deset řídicích vozů vyrobených v letech 1985-1993 zakoupila Čiernohronská železnica, po elektrizaci trati se předpokládá jejich nasazení v úseku Podbrezová – Chvatimech – Čierny Balog.

## Červen
- 13. června

 Do Pražské integrované dopravy byly zahrnuty autobusy na Dobříšsku a Sedlčansku.

## Srpen
- 1. srpna

 Do Pražské integrované dopravy byly zahrnuty autobusy na Královéměstecku.
- 4. srpna

 Ve výhybně Radonice nedaleko Domažlic se srazil expres vedený lokomotivou německé řady 223 s osobním vlakem (motorová jednotka 844). Expres projel výhybnou proti návěsti zakazující jízdu a těsně po průjezdu se srazil s protijedoucím vlakem. Zemřeli oba strojvedoucí a jedna cestující, raněných byly desítky.

## Září
- 28. září

 V traťovém úseku Brandýs nad Orlicí – Ústí nad Orlicí na železniční trati Praha – Česká Třebová byla aktivována odbočka Bezpráví. Jejím účelem je zvýšení propustnosti trati v případě výluk a mimořádností.
- 29. září

 České dráhy (ČD) převzaly čtyři starší vícesystémové lokomotivy Siemens ES64U4 odkoupené od rakouského dopravce Wiener Lokalbahnen Cargo. Počet lokomotiv tohoto typu u ČD tak vzrostl na šest kusů.

## Říjen
- 22. října

 Z Německa do Česka dorazila lokomotiva Siemens Vectron č. 193 901, kterou zakoupila Správa železnic pro potřebu vozby svých diagnostických vozů.
- 26. října

 Byl otevřen úsek maďarské dálnice M30 z Miskolce do Tornyosnémeti. Košice byly propojeny dálnicí s Budapeští a Bratislavou.
- 28. října

 Byl otevřen jihozápadní obchvat Prešova a tunel Prešov na slovenské dálnici D1.
- 29. října

 Na trati Čelákovice–Mochov byla opět ukončena pravidelná osobní doprava, kterou od obnovení v roce 2018 zajišťoval dopravce KŽC Doprava.
- 31. října

 Na rameni Děčín – Mikulášovice – Rumburk – Děčín byly naposledy v pravidelném provozu vozy řady Bdtx766 Českých drah. Ty vznikly přestavbou z vozů Btx761 vyráběných v letech 1958–1969, který byly označovány jako „krátké Balmy“.
 V tunelu Fisherton v Salisbury došlo ke srážce vlaků společností Great Western Railroad a South Western Railroad. První vlak vykolejil po nárazu do překážky a vyřadil z provozu zabezpečovací zařízení, následkem čehož do něj poté narazil druhý z vlaků.
 Po přetržení tažného lana se zřítila dolů jedoucí kabina lanové dráhy na Ještěd, zahynul průvodčí který v kabině jel. Druhá kabina zastavila díky nouzové brzdě.

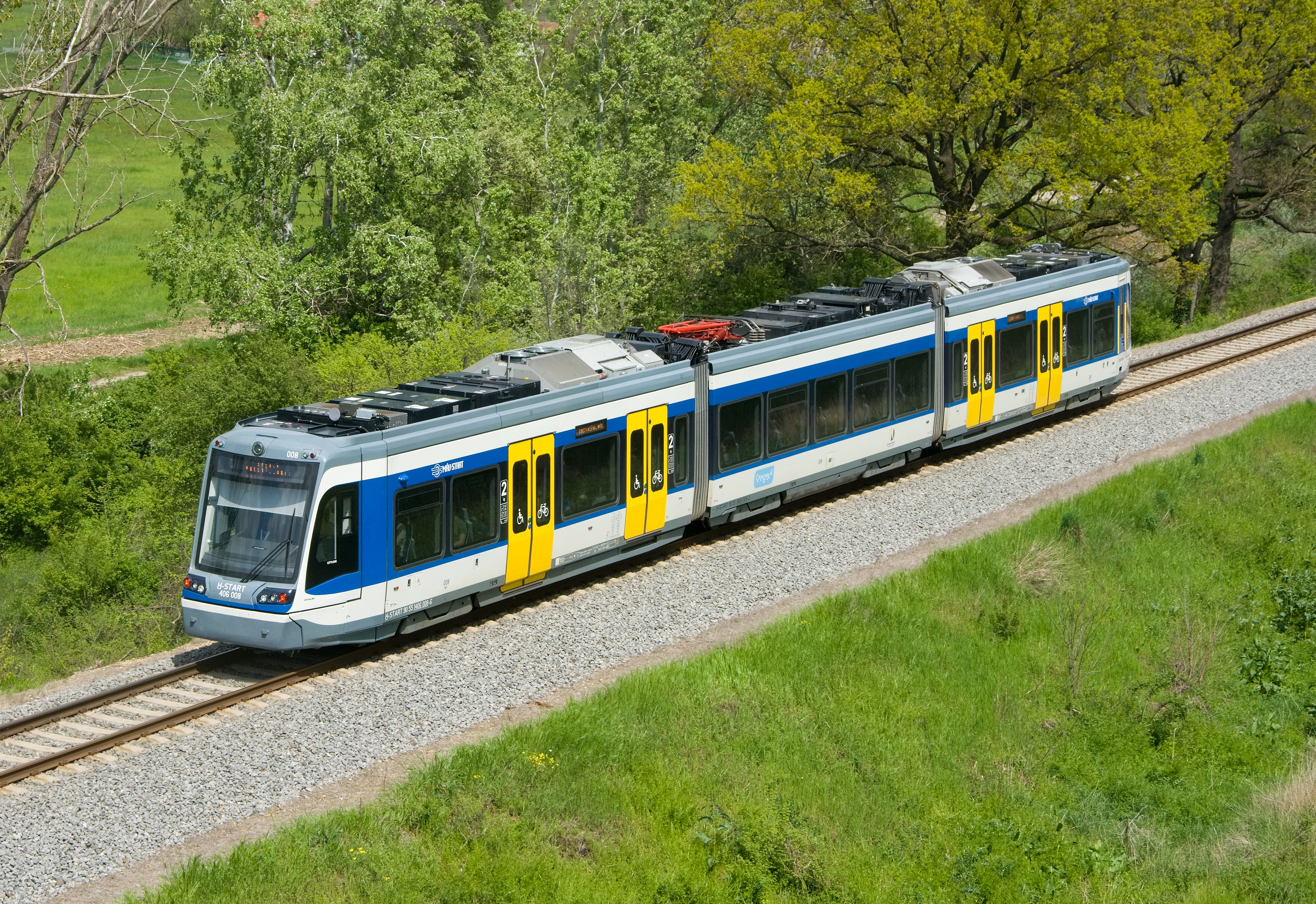
Vlakotramvaj na trati Hódmezővásárhely-Szeged

## Listopad
- 4. listopadu

 Byl otevřen jihovýchodní úsek obchvatu Otrokovic na české dálnici D55 (stavba 5505).
- 29. listopadu

 Mezi jihomaďarskými městy Szeged a Hódmezővásárhely byl zaveden vlakotramvajový provoz.

## Prosinec
- 12. prosince

 Do Pražské integrované dopravy byly zahrnuty autobusy na Rakovnicku a na Mladoboleslavsku. Zároveň byla rozšířena integrace PID na železnici až do Světlé nad Sázavou.
 V rámci modernizace trati z Brna do Střelic byly do provozu uvedeny nové zastávky Brno-Starý Lískovec a Ostopovice.
 S novým jízdním řádem byl ukončen pravidelný osobní provoz na tratích Vraňany – Lužec nad Vltavou, Březnice – Rožmitál pod Třemšínem, Vlašim – Trhový Štěpánov a Rakovník – Kralovice u Rakovníka, přičemž na tratích do Rožmitálu pod Třemšínem, do Trhového Štěpánova a do Kralovic byly v roce 2022 zavedeny sezónní víkendové vlaky. Dále byl omezen osobní provoz na tratích Mělník – Mšeno – Mladá Boleslav a Čisovice–Dobříš.

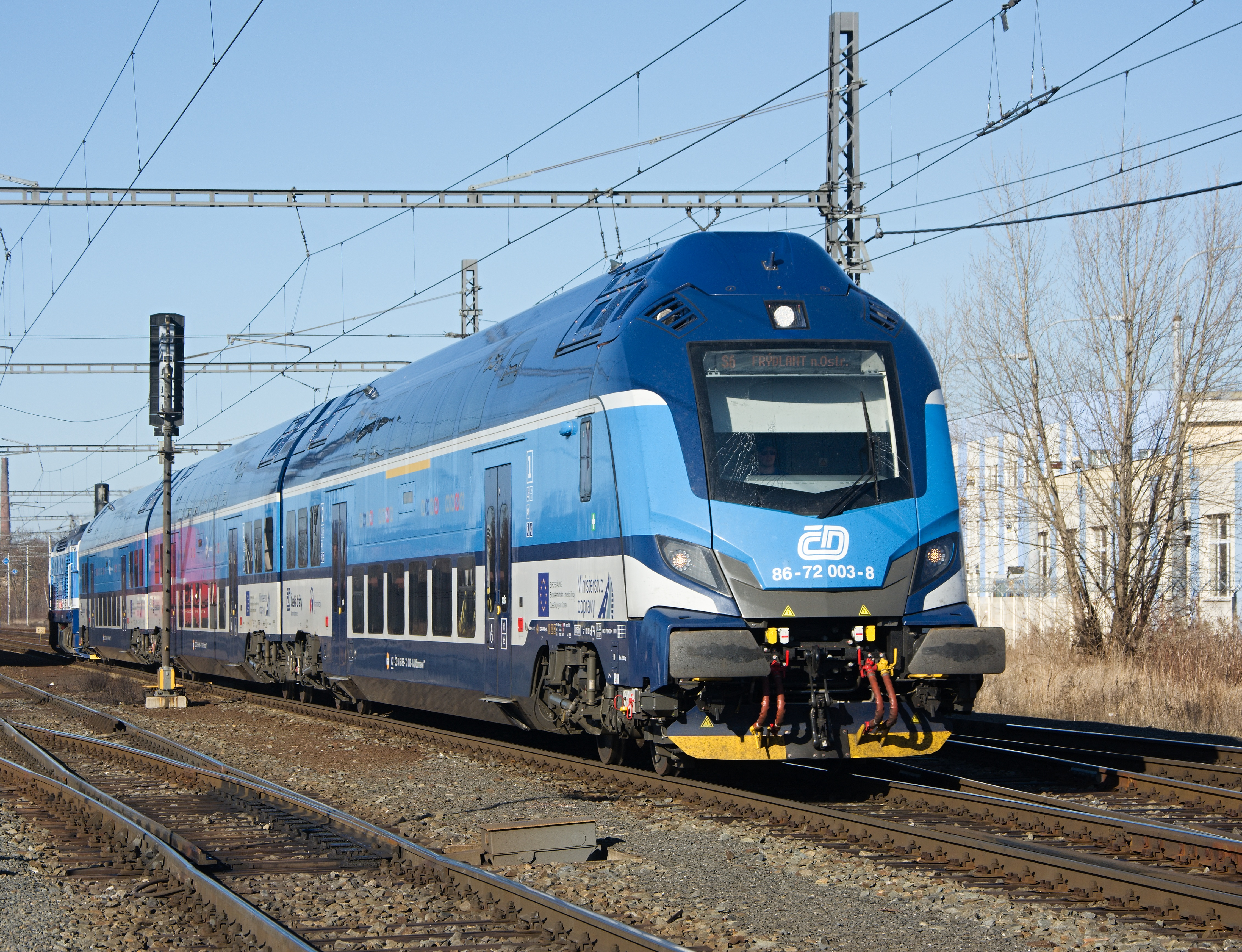
Vratná jednotka Škoda 13Ev v provozu mezi Ostravou a Frýdlantem nad Ostravicí

 V rámci nového jízdního řádu byly poprvé nasazeny jednotky push-pull Škoda 13Ev na trati z Ostravy do Valašského Meziříčí, soupravy InterJet na dálkových spojích mezi Prahou a Chebem (nejprve pouze přes Plzeň) a jednotky RegioPanter (řada 650/651) na osobních vlacích v okolí Plzně. Vozbu rychlíků Kolín – Ústí nad Labem převzal po ČD RegioJet, osobní vlaky na Mladá Boleslav – Rumburk Die Länderbahn. České dráhy převzaly po společnosti GW Train Regio dopravu na trati Trutnov – Svoboda nad Úpou.
- 15. prosince

 Byl otevřen úsek české dálnice D35 Opatovice – Časy s estakádou přes inundační území Labe.
- 16. prosince

 Bylo plně otevřeno zkapacitnění obchvatu Panenského Týnce na české dálnici D7.
- 17. prosince

 Byly otevřeny dva úseky české dálnice D11 Hradec Králové – Smiřice (stavba 1106) a Smiřice – Jaroměř (stavba 1107).